# Johann Friedrich Gregorius
Johann Friedrich Gregorius (* 19. März 1697 in Kamenz; † 28. September 1761 in Rothenburg in der Oberlausitz) war ein evangelischer Theologe und Kirchenlieddichter.

## Leben und Wirken
Gregorius wurde als Sohn eines Bürgers und Sattlermeisters mit gleichem Namen geboren. In seiner Heimatstadt besuchte er die Schule und bezog 1716 das Gymnasium in Zittau. Dort erwarb Gregorius die Hochschulreife und bezog 17. Mai 1720 die Universität Wittenberg, wo er am 30. April 1722 den akademischen Grad eines Magisters der Philosophie erlangte. Im Anschluss absolvierte er Privatvorlesungen und widmete sich einem Studium der Theologie. Ab 1726 war Gregorius Konsistorialrat in Kamenz, 1727 wurde er Hofmeister des Grafen Johann Casimir d. Älteren von Dallwitz und erhielt noch im selben Jahr ein Substitut des Schulrektors seiner Heimatstadt.
Nachdem dieser 1730 gestorben war, übernahm Gregorius das Konrektorat der Schule, erhielt 1733 eine Pfarrstelle in Taubenheim/Spree und wechselte am 16. August 1735 als Oberpfarrer nach Rothenburg in der Oberlausitz. Neben einigen Schriften theologischen Inhalts hat er einige Kirchenlieder für das kirchliche Gesangbuch von Kamenz geschrieben. Sein Sohn Immanuel Friedrich Gregorius erlangte ebenfalls als theologischer Autor und Historiker Bedeutung.

## Werke
- Das seligste Geburtsfest am Sterbetage; eine Leichenrede. Wittenberg 1722
- Der Regenbogen, als ein göttlich Gnadenzeichen über Camenz. Wittenberg 1725
- Progr. inaug. de scholarum necessitate et antiquitate. Dresden 1727
- Camenz, als ein Luftberg Gottes u. s. w. Kamenz 1728
- Oratio de divino in Musica. Kamenz 1728
- Der freudige Todtensonntag der Gläubigen; eine Leichenrede. Kamenz 1728
- Progr. Studia humaniora, iurisprudentiae studioso maxime necessaria. Kamenz 1728
- Progr. Die unter dem Schatze Gottes und der Sächsischen Raute grünende Lausitz. Kamenz 1729
- Progr. de senum apud veteres honore. Kamenz 1730
- Progr. der drey Hauptstädte Gott zu Ehren angestelltes Lob - Dank- und Jubelfest. Kamenz 1730
- Eine Lateinische Elegie bey dem Absterben des Rektors Hartmann. Kamenz 1730
- Ein Teutsches Gedicht auf desselben Tod: Die für die irrdische erwählte himmlische Jubelfreude. Kamenz 1730
- Progr. Ebenezer Camentianum, in memoria seculari Augustanae Confessiones. Kamenz 1730
- Progr. Die Schulen, als Seminaria ecclesiae. Kamenz 1730
- Das jubilirende Camenzifche Zion, oder kurze Nachricht von der Camenzischen Jubelfreude. Kamenz 1730
- Progr. de magna campana Camentiana. Kamenz 1730
- Das durch Gott glücklich zurückgelegte Jubeljahr, als eine schöne Vorbedeutung alles erwünschten Wohlergehens über Camenz. Kamenz 1730
- Progr. die erwünschte Friedenspost in Europa. Kamenz 1731
- Gottes Gnadenflügel über Camenz, aus dem Camenzischen Wappen. Kamenz 1731
- Progr. de nomine urbis Camenz. Kamenz 1732
- Progr. Plus ultra - auf den Otiten Geburtstag des Königs ! in Polen Friedrich Auguft's. Kamenz 1732
- Dass Camenzische Kleeblatt der Glückseligkeit unter den Gnadenflügeln Gottes u. s. w. Kamenz 1732
- Trost unter dem Kreutze, auf den Tod des Prim., M. Gottfried Feller's. Kamenz 1733